# بيت بن عيسى (يافع)

تعديل مصدري - تعديل

بيت بن عيسى هي إحدى قرى عزلة لبعوس بمديرية يافع التابعة لمحافظة لحج، بلغ تعداد سكانها 31 نسمة حسب تعداد اليمن لعام 2004.